# ريحان بات
ريحان بات (بالإنجليزية: Rehan Butt) (من مواليد 6 يوليو 1980 في لاهور، باكستان) هو لاعب هوكي الحقل محترف من باكستان والذي كان عضوًا في منتخب باكستان الذي فاز بالميدالية البرونزية في 2002 و 2003 و 2004.